# 箭藥叉柱蘭
箭藥叉柱蘭（学名：Cheirostylis monteiroi），又名大花甌蘭，蘭科叉柱蘭屬，香港稀有極危的地生蘭。本種以F. M. Monteiro之名命名。僅見於香港島的紫羅蘭山及柏架山海拔300米以上的溪旁林下有腐殖土的岩石上，而模式標本是採自紫羅蘭山。花期為每年三月至五月。
由於分布區局限並且種群也很少，現在受到《林務規例》(香港法例第96章附例) 及《動植物(瀕危物種保護)條例》(香港法例第187章)保護，也列入中國国家重点保护野生植物名录II級。

## 外部連結
- 箭藥叉柱蘭
- 香港植物及植被 （页面存档备份，存于）
- 中国植物志[永久]